# Kudrjawzewo (Kaliningrad)
Kudrjawzewo (russisch Кудрявцево, deutsch Kuglacken, litauisch Kaukalaukis) ist ein Ort in der russischen Oblast Kaliningrad. Er gehört zur kommunalen Selbstverwaltungseinheit Stadtkreis Tschernjachowsk im Rajon Tschernjachowsk.

## Geographische Lage
Kudrjawzewo liegt etwa 27 Kilometer westlich der Rajonstadt Tschernjachowsk (Insterburg) am Nordufer des Pregel (russisch: Pregolja). Durch den Ort führt die Kommunalstraße 27K-163, die nördlich von Talpaki (Taplacken) von der Föderalstraße A216 (ehemalige deutsche Reichsstraße 138, heute auch Europastraße 77) abzweigt und über Gluschkowo (Plibischken) sowie Poddubnoje (Schönwiese) nach Sirenewka (Sienmohnen) führt. Die nächste Bahnstation ist Puschkarjowo (Puschdorf) an der Bahnstrecke Kaliningrad–Tschernyschewskoje, ehemals die Preußische Ostbahn, zur Weiterfahrt nach Litauen und in das russische Kernland.

## Ortsname
Der Name „Kuglacken“ bzw. „Kogelauken“ stammt aus dem Altpreußischen und bedeutet so viel wie „Pferdegarten“.

## Geschichte
Das bis 1946 Kuglacken genannte Gutsdorf wurde bereits 1410 erstmals urkundlich erwähnt. Hier befand sich später das größte Gut des Kreises Wehlau, zu dem die Vorwerke Jakobsdorf (heute russisch: Jakowlewo), Alt Ilischken (Diwnoje) und Bienenberg (nicht mehr existent) gehörten. Am 13. Juni 1874 wurde Kuglacken Amtsdorf und damit namensgebend für einen Amtsbezirk, der bis 1945 zum Kreis Wehlau im Regierungsbezirk Königsberg der preußischen Provinz Ostpreußen gehörte. In den Amtsbezirk eingegliedert waren die Landgemeinden Jakobsdorf (Jakowlewo) und Neu Ilischken (Bobruiskoje, nicht mehr existent) sowie der Gutsbezirk Kuglacken. Am 1. November 1928 schlossen sich alle drei zur neuen Landgemeinde Kuglacken zusammen, die dann auch noch allein den Amtsbezirk bildete.
Im Jahre 1910 waren in Kuglacken 435 Einwohner registriert. Die Zahl stieg – nicht zuletzt aufgrund des Zusammenschlusses – auf 564 im Jahre 1933 und betrug 1939 noch 503.
Östlich von Kuglacken befand sich der Schlossberg, eine altpreußische Zungenburg. Hier hatte man wertvolle Funde aus der Zeit des 8. bis 10. Jahrhunderts gemacht.
Im Jahre 1945 kam Kuglacken mit dem nördlichen Ostpreußen in Kriegsfolge zur Sowjetunion. 1947 erhielt der Ort die russische Bezeichnung „Kudrjawzewo“ und wurde gleichzeitig dem Dorfsowjet Kamenski selski sowjet im Rajon Tschernjachowsk zugeordnet. Von 2008 bis 2015 gehörte Kudrjawzewo zur Landgemeinde Kamenskoje selskoje posselenije und seither zum Stadtkreis Tschernjachowsk.

## Kirche
Die bis 1945 überwiegend evangelische Bevölkerung Kuglackens war in das Kirchspiel der Kirche Plibischken (heute russisch: Gluschkowo) eingepfarrt und lag somit im Kirchenkreis Wehlau (Snamensk) in der Kirchenprovinz Ostpreußen der Kirche der Altpreußischen Union. Heute gehört Kudrjawzewo zum Einzugsbereich der neu entstandenen evangelisch-lutherischen Gemeinde in Talpaki (Taplacken), einer Filialgemeinde der Auferstehungskirche in Kaliningrad (Königsberg) in der Propstei Kaliningrad der Evangelisch-lutherischen Kirche Europäisches Russland (ELKER).